# Лютик Кауфмана
Лютик Кауфмана (лат. Ranunculus kauffmannii) — вид травянистых растений подрода Шелковник (Batrachium) рода Лютик (Ranunculus) семейства Лютиковые (Ranunculaceae). Встречается также под устаревшим синонимичным названием Водный лютик Кауфмана, или Шелковник Кауфмана (лат. Batrachium kauffmannii).
Видовой эпитет дан в честь российского ботаника Николая Николаевича Кауфмана.

## Распространение и экология
Бореальный, евросибирский вид. В России обычен в лесной полосе европейской части, Западной Сибири, Алтае-Саянском регионе, Прибайкалье. В Забайкалье, Даурии и на юге Дальнего Востока, скорее, распространён другой морфологически близкий таксон. Облигатный реофильный вид, произрастает на быстринах и перекатах рек и ручьёв.

## Ботаническое описание
Симподиально нарастающий поликарпик; малолетник вегетативного происхождения с неспециализированной морфологической дезинтеграцией, плагиотропными полурозеточными и удлинёнными, укореняющимися и/или плавающими побегами, гемикриптофит. Также жизненную форму определяют как многолетний летнезелёный травянистый симподиально нарастающий поликарпик с удлинённым плавающим побегом.
Корневая система интенсивная, образована многочисленными (12—26), ветвящимися (до II порядка), узловыми и подузловыми сосущими и контрактильными (только в базальной части побега) придаточными корнями. Придаточные корни располагаются по всему побегу или только в его базальной части. За счёт последних растения укореняются в грунте.
Анизотропные побеги тёмно-зелёного насыщенного цвета, 42,5±9,4 см длиной, включают от 6 до 10 метамеров, длина которых изменяется также по одновершинной кривой. Побеги, толщиной 1—3,5 мм, ветвятся. Распределение боковых побегов идёт по типу базитонии.
Соотношение длины листа и междоузлия 2 : 1. Листорасположение очерёдное. Черешковые стеблеобъемлющие или полустеблеобъемлющие листья. Форма листьев в очертании вееровидно-плетевидная, обратноконическая, что связано с расположением сегментов относительно друг друга под острым углом, которые сходятся к основанию листа в виде конуса. Листовая пластинка от 7,0±1,0 до 14,2±1,6 см в диаметре, черешок 1,1±0,3 см длиной; прилистники более чем на ⅔ длины сросшиеся с черешком, продолговатой формы, голые и опушённые.
Листья простые, многократно (до 4—6 раз) трёхрассечённые, обычно 3-4-трёхрассечённые, редко 5-трёхрассечённые, чаще средняя часть листа короче боковых частей листа. Листовая пластинка насчитывает от 25 до 50 конечных сегментов, которые расположены практически в одной плоскости. Вне воды лист слипается в кисточку. Сериальные комплексы присутствуют не на всех побегах и состоят: либо из 2 почек, либо из почки и бокового побега.
Соцветие из терминальных цветков может быть в виде типичного монохазия-извилины или содержать в составе монохазия одиночные нераскрывшиеся или недоразвитые цветки на коротких цветоножках, что в целом не меняет структурную организацию генеративной части, однако может являться дополнительным критерием при идентификации вида. На одном побеге число таких видоизмененных цветков не превышает 3.
Цветоножки большей частью короче листьев, но могут быть длиннее или равны им, что зависит от положения цветка в структуре соцветия. С увеличением глубины цветоножки удлиняются, в среднем их длина составляет 4,2±1,3 см. Цветоложе опушённое, коническое. Диаметр цветка варьирует незначительно: 1,0—1,5 (2,0) см. Обнаружена корреляция между размером цветка и месяцем его цветения: в начале генеративного периода цветки более крупного размера, чем в последующие волны цветения. Чашелистики зелёные, 0,2—0,3 мм дл. Лепестки обратнояйцевидные, 2 раза длиннее отогнутых чашелистиков. Нектарная ямка полулунная.
Андроцей из 10—12 тонких тычиночных нитей. Гинецей апокарпный. Рыльце с цилиндрическими сосочками. В многоорешке от 30 до 48 орешков, 2 мм дл. Орешки неравнобоко-эллиптические, голые или щетинистые.

## Классификация

### Таксономия
Ranunculus kauffmanii Clerc, 1878, Zap. Ural'sk. Obshch. Lyubit. Estestv. 4: 107 
Вид Лютик Кауфмана относится к роду Лютик (Ranunculus) относится к семейству Лютиковые (Ranunculaceae) порядка Лютикоцветные (Ranunculales). Таксономическая схема в соответствии с Системой APG IV по состоянию на декабрь 2023 года:
|  |                                      |  |                                   |                                   |                     |  | ещё 6 семейств | ещё 6 семейств |                    |  |  |  | еще 1 615 подтвержденных видов и 476 видов, ожидающих подтверждения |
|  |                                      |  |                                   |                                   |                     |  | ещё 6 семейств | ещё 6 семейств |                    |  |  |  | еще 1 615 подтвержденных видов и 476 видов, ожидающих подтверждения |
|  |                                      |  |                                   | порядок Лютикоцветные             |                     |  |                |                | род Лютик          |  |  |  |                                                                     |
|  |                                      |  |                                   | порядок Лютикоцветные             |                     |  |                |                | род Лютик          |  |  |  |                                                                     |
|  | отдел Цветковые, или Покрытосеменные |  |                                   |                                   | семейство Лютиковые |  |                |                | вид Лютик Кауфмана |  |  |  |                                                                     |
|  | отдел Цветковые, или Покрытосеменные |  |                                   |                                   | семейство Лютиковые |  |                |                |                    |  |  |  |                                                                     |
|  |                                      |  | ещё 63 порядка цветковых растений | ещё 63 порядка цветковых растений |                     |  |                | ещё 53 рода    | ещё 53 рода        |  |  |  |                                                                     |
|  |                                      |  |                                   | ещё 63 порядка цветковых растений |                     |  |                |                | ещё 53 рода        |  |  |  |                                                                     |